# Kuala Lelangi
Kuala Lelangi is een bestuurslaag in het regentschap Bengkulu Utara van de provincie Bengkulu, Indonesië. Kuala Lelangi telt 875 inwoners (volkstelling 2010).